# Microxydia sulphurata
Microxydia sulphurata är en fjärilsart som beskrevs av J. Peter Maassen 1890. Microxydia sulphurata ingår i släktet Microxydia och familjen mätare. Inga underarter finns listade i Catalogue of Life.